# Стилиан (Харкианакис)
Архиепи́скоп Стилиа́н (греч. Αρχιεπίσκοπος Στυλιανός, в миру Стилиано́с Харкиана́кис, греч. Στυλιανός Χαρκιανάκης; 29 декабря 1935, Ретимнон, Крит — 25 марта 2019, Сидней, Австралия) — епископ Константинопольской православной церкви; архиепископ Австралийский (1975—2019), ипертим и экзарх всей Океании.

## Биография
Родился 29 декабря 1935 года в Ретимноне на острове Крит. Во время Второй мировой войны его отец был одним из лидеров местного сопротивления вторгшимся нацистским силам. В конце концов немцы поймали его отца вместе с несколькими другими бойцами пойман и убит. У Стилианоса было простое деревенское воспитание. Огромная любовь его овдовевшей матери всегда придавала ему сил и вдохновения. Он любил свою мать. Она умерла в то же время в феврале 1986 года.
Бедность семьи понуждала его стремился найти способ жить достойно. Обстоятельства дали ему понять, что он должен быть лучшим учеником в школе, а затем и в университете, чтобы получать стипендии для продолжения и завершения своего образования. Его трудолюбивый характер и острый интеллект привели к тому, что он поступил в школу Святой Троицы в критском городе Хания, а затем в богословскую школу на острове Халки. В конце 1957 года он был рукоположен в сан диакона. Его святой духовным наставником был митрополит Иконийский Иаков (Стефанидис). Стилианос писал о своём учителе (геронде): «Самый совершенный человек, которого мне посчастливилось встретить, и который, вопреки всем ожиданиям, смог буквально „заманить“ меня в священники». К счастью, Иаков и другие иерархи Константинопольского Патриархата увидели огромный потенциал этого молодого человека в качестве лидера. Они помогли ему понять, что быть лидером в Церкви — это мужественно и храбро. Митрополит Иаков сказал бы ему, что церковному руководству нужны не слабаки, которых «кормят маслом» (βουτυρόπαιδα), а смелые и жизнерадостные люди. Эти слова его геронды и других иерархов того времени придали его личности большое направление.
В конце 1957 года, во время обучения в Халкинской богословской школе, был рукоположён в сан диакона. В 1958 году окончил Халкинскую богословскую школу, и 28 августа того же года был рукопложён в сан иерея.
В том же году, получив стипендию от Константинопольской Патриархии, он уехал обучаться в аспирантуре в области систематического богословия (догматики) и философии религии в Бонне, Западная Германия, где пробыл до 1966 года. Для того, чтобы стать доктором богословия на православном богословском факультете, а не аналогичном западном факультете, он представил в 1965 году докторскую диссертацию «Непогрешимость Церкви в православном богословии», написанную на греческом языке, на Богословском факультете Афинского университета.
С 1966 году его назначают игуменом ставропигиального монастыря Влатадон в Салониках.
В 1970 году Священным Синодом Константинопольского патриархата единогласно избран титулярным епископом Милетопольским и экзархом Константинопольского патриархата на горе Афон с оставлением в должности наместника монастыря Влатадон. Его епископская хиротония состоялась 6 декабря 1970 года.
13 февраля 1975 года назначен на Австралийскую архиепископию Константинопольского патриархата, сменив на этом посту митрополита Иезекииля (Цукаласа). Прибыл в Сидней в апреле того же года.
В 1980 году был официально начат православно-католический диалог; архиепископ Стилиан с согласия всех участвовавших в нём поместных православных церквей избран сопредседателем Смешанной международной комиссии по богословскому диалогу между Римско-Католической и Православной Церквями с православной стороны, в то время как другой сопредседатель, кардинал Виллебрандс, был назначен Ватиканом.
В 1986 году архиепископ Стилиан стал основателем и деканом Греческого православного богословского колледжа святого Андрея в Сиднее, где регулярно читал лекции по систематическому богословию.
В 2014 году он получил звание почетного доктора Университета Крита.
Ввиду плохого состояния здоровья архиепископа Стилиана руководство Константинпольского Патриархата рассматривало возможность его увольнения на покой. Скончался 25 марта 2019 года в Сиднее, после тяжелой и продолжительной болезни.